# Kougetsu (manzana)
Kougetsu (en japonés: 紅月) es el nombre de una variedad cultivar de manzano (Malus domestica).  Un híbrido de manzana del cruce de 'Golden Delicious' x 'Jonathan'. Criado en 1961 en la Estación Experimental de Manzanas de Aomori Japón. Fue descrito y nombrado en 1981. Las frutas tienen una pulpa firme y crujiente con un sabor moderadamente dulce. Tolera la zona de rusticidad delimitada por el departamento USDA, de nivel 5.

## Historia
'Kougetsu' es una variedad de manzana, híbrido del cruce de 'Golden Delicious' x 'Jonathan'. Desarrollado y criado a partir de Parental-Madre 'Golden Delicious' mediante una polinización por Parental-Padre la variedad 'Jonathan'. Criado en 1961 en la Estación Experimental de Manzanas de Aomori Japón. Fue descrito y nombrado en 1981.
'Kougetsu' está cultivada en diversos bancos de germoplasma de cultivos vivos tales como en National Fruit Collection (Colección Nacional de Fruta) de Reino Unido con el número de accesión: 1984-108 y Nombre Accesión : Kougetsu.

## Características
'Kougetsu' árbol de extensión erguida, de vigor moderadamente vigoroso, portador de espuela. Tiene un tiempo de floración que comienza a partir del 28 de abril con el 10% de floración, para el 30 de abril tiene una floración completa (80%), y para el 9 de mayo tiene un 90% caída de pétalos.
'Kougetsu' tiene una talla de fruto de medio a grande; forma redonda, a veces cónica; con nervaduras de débiles a medias y corona ligera; epidermis con color de fondo es amarillo verdoso, con un sobre color rojo, importancia del sobre color medio-alto, y patrón del sobre color chapa / rayas, presentando un rojo intenso que cubre las tres cuartas partes de la superficie, las lenticelas blanquecinas son abundantes, aunque apenas visibles en el lado sombreado, "russeting" (pardeamiento áspero superficial que presentan algunas variedades) muy bajo; cáliz pequeño y ligeramente abierto, ubicado en una cuenca de profundidad media y ligeramente estriada; pedúnculo largo y delgado, colocado en una cavidad en forma de embudo; carne de color blanco cremoso. Buen equilibrio entre azúcar y acidez.
Su tiempo de recogida de cosecha se inicia a mediados de octubre. Se mantiene bien durante tres meses en cámara frigorífica.

## Usos
Una excelente manzana para comer en postre de mesa.

## Ploidismo
Diploide, auto estéril. Grupo de polinización: D, Día 13.